# اچ‌ام‌ای‌اس مدیا
اچ‌ام‌ای‌اس مدیا (به انگلیسی: HMAS Medea) یک کشتی بود که طول آن ۱۹۵ فوت ۸ اینچ (۵۹٫۶۴ متر) بود. این کشتی در سال ۱۹۱۲ ساخته شد.